# Muhannad Assiri
Muhannad Assiri (Muhayil, 14 oktober 1986) is een Saoedi-Arabisch voetballer die als aanvaller speelt.

## Clubcarrière
Assiri begon in 2007 bij Al-Wehda en speelde tussen 2013 en 2014 voor Al Shabab. Sinds 2014 komt hij uit voor Al-Ahli waarmee hij in 2017 en 2018 landskampioen werd.

## Interlandcarrière
Hij debuteerde in 2010 voor het Saoedi-Arabisch voetbalelftal. Hij maakte deel uit van de selectie op het Aziatisch kampioenschap voetbal 2011 en het wereldkampioenschap voetbal 2018.